# Деніел Белл (новозеландський плавець)
Деніел Белл (англ. Daniel Bell; нар. 9 травня 1990) — новозеландський плавець.
Учасник Олімпійських Ігор 2008, 2012 років.
Призер Ігор Співдружності 2010 року.